# Siegfried Maria Rüffler
Siegfried Maria Rüffler (* 6. August 1898 in Teplitz, Böhmen; † 31. März 1965 in Linz) war ein österreichischer Bildhauer.

## Leben
Als Sohn des Gymnasiallehrers Josef Rüffler wurde Siegfried Maria Rüffler in Böhmen geboren, im Jahr 1913 übersiedelte die Familie nach Wels in Oberösterreich. Danach übersiedelte er nach Wien, wo er an der Akademie der bildenden Künste die Bildhauerei studierte. Berühmte Persönlichkeiten, wie der Wiener Erzbischof und Kardinal Friedrich Gustav Piffl; der Politiker Andreas Thaler; der spätere Bundespräsident Adolf Schärf und Bundeskanzler Carl Vaugoin saßen dem Künstler Modell. Er porträtierte auch den Linzer Bischof Johannes Maria Gföllner und eine Reihe bekannter Ärzte, wie Anton von Eiselsberg und Valentin Zeileis.
Während des Zweiten Weltkriegs wurde sein Atelier zweimal bei Luftangriffen zerstört, woraufhin er sich in Oberösterreich niederließ. In den Jahren 1946 bis 1948 unterrichtete Rüffler an der Bundesgewerbeschule in Linz (heute Linzer Technikum) als Hilfslehrer für Modellieren, Fachzeichnen, Farbenlehre und Werkstatt. In weiterer Folge wurde er Lehrer der Bildhauerklasse.
Trotz akademischer Ausbildung, Werke in mehreren österreichischen Museen und Sammlungen, blieb Siegfried Maria Rüffler in den einschlägigen Künstlerlexika unerwähnt.

## Werke (Auszug)
- Bildnisbüste Marie Jeritza, 1931, Gips[2]
- Bildnisbüste Karl Vaugoin, 1927, Bronzehohlguss, 32 × 25 × 60 cm, Heeresgeschichtliches Museum, Wien
- Bildnisbüste Engelbert Dollfuß, 1933, Gips, Heeresgeschichtliches Museum, Wien
- Bildnisbüste Friedrich Piffl, 1931, Gips, Heeresgeschichtliches Museum, Wien